# Jesús Silva Sánchez

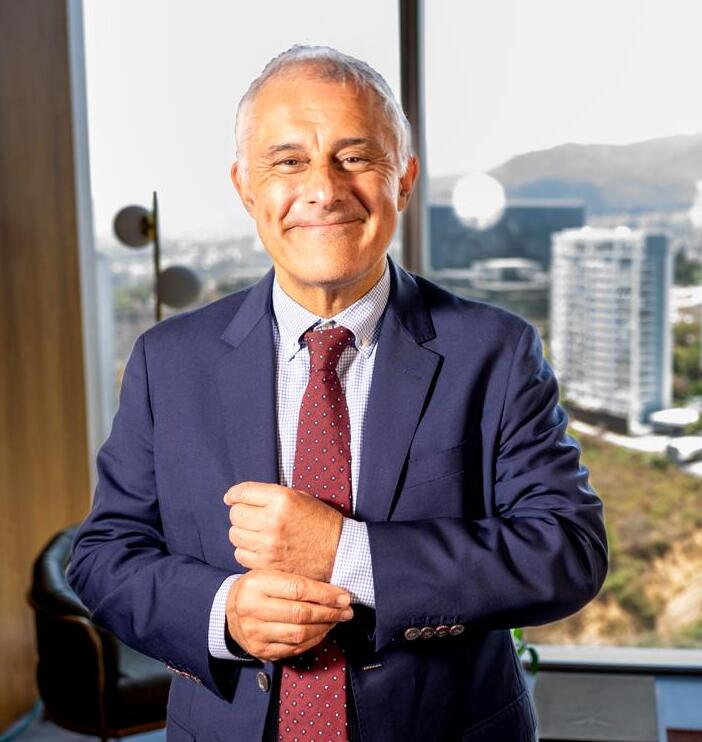
Jesús-María Silva Sánchez

Jesús-María Silva Sánchez (Piedrahíta, Ávila, 1959) es un Catedrático de Derecho penal y consultor jurídico español. Ejerció la abogacía en el período 2009-2017, llevando la defensa, entre otros asuntos de Derecho penal económico,  de la Infanta Cristina en el caso Nóos.

## Biografía
Se licenció en Derecho en la Universidad Autónoma de Barcelona en 1981 con el Premio extraordinario de licenciatura y se doctoró en Derecho en la Universidad de Barcelona en 1985. Fue Catedrático de Derecho penal de la Universidad del País Vasco (1990-1991) y desde 1991 es catedrático de Derecho penal de la Universidad Pompeu Fabra,  colaborando asimismo con la Universidad de Navarra.
Silva Sánchez fue director general del Centro de Estudios jurídicos de la Generalidad de Cataluña (1993-1995) y actualmente es vocal permanente en la Comisión General de Codificación del Ministerio de Justicia. Asimismo es miembro de número de la Academia de Jurisprudencia y Legislación de Cataluña.
Ha sido abogado y, entre los muchos asuntos que ha llevado, el más conocido ha sido el de la Infanta Cristina Federica de Borbón y Grecia en el caso Nóos, siendo ese uno de sus últimos casos.

## Doctoradoshonoris causay premios
El profesor Silva Sánchez ha sido nombrado doctor honoris causa por la Universidad Austral de Buenos Aires (2012), la Universidad Nacional Mayor de Marcos (2013), la Universidad Nacional y Capodistriaca de Atenas (2015), la Universidad Nacional de Cuyo (2024), la Universidad Nacional de Trujillo (2024) y la Universidad Católica San Pablo de Arequipa (2024).
Recibió en el año 2018 el Premio Humboldt de Investigación.

## Publicaciones (Resumen)
- Derecho Penal: Parte General. Aranzadi (Civitas), Madrid 2025.[19]
- Metodología del Derecho Penal. Ensayos. Palestra, Lima 2023.[20]
- El riesgo permitido en Derecho penal económico. Atelier, Barcelona 2022.[21]
- Malum passionis. Mitigar el dolor del derecho penal. Atelier, Barcelona 2022.[22]
- Fundamentos del Derecho penal de la Empresa. B de F, Buenos Aires 2016.[23]
- En busca del derecho penal: Esbozos de una teoría realista del delito y de la pena. B de F, Buenos Aires 2015.[24]
- La expansión del Derecho penal. B de F, Buenos Aires 2012.[25]
- Aproximación al derecho penal contemporáneo. B de F, Buenos Aires 2012.[26]
- Tiempos de Derecho penal. B de F, Buenos Aires 2012.[27]
- El delito de omisión: Concepto y sistema. B de F, Buenos Aires 2010.[28]